# Денгофф (Північна Дакота)
Денгофф (англ. Denhoff) — переписна місцевість (CDP) в США, в окрузі Шерідан штату Північна Дакота. Населення — 13 осіб (2020).

## Географія
Денгофф розташований за координатами 47°29′0″ пн. ш. 100°15′44″ зх. д. / 47.48333° пн. ш. 100.26222° зх. д. (47.483336, -100.262292).  За даними Бюро перепису населення США в 2010 році переписна місцевість мала площу 1,70 км², уся площа — суходіл.

## Демографія
Згідно з переписом 2010 року, у переписній місцевості мешкало 20 осіб у 9 домогосподарствах у складі 7 родин. Густота населення становила 12 осіб/км².  Було 21 помешкання (12/км²).
Расовий склад населення:
| - 100,0 % — білих |

До двох чи більше рас належало 0,0 %. Частка іспаномовних становила 0,0 % від усіх жителів.
За віковим діапазоном населення розподілялося таким чином: 20,0 % — особи молодші 18 років, 45,0 % — особи у віці 18—64 років, 35,0 % — особи у віці 65 років та старші. Медіана віку мешканця становила 62,0 року. На 100 осіб жіночої статі у переписній місцевості припадало 81,8 чоловіків;  на 100 жінок у віці від 18 років та старших — 100,0 чоловіків також старших 18 років.
За межею бідності перебувало 64,3 % осіб, у тому числі 100,0 % дітей у віці до 18 років та 100,0 % осіб у віці 65 років та старших.
Цивільне працевлаштоване населення становило 5 осіб. Основні галузі зайнятості: публічна адміністрація — 100,0 %.